# Balthasar Hunold
Balthasar Hunold (* 24. April 1828 in Oberurnen, Kanton Glarus; † 26. Juni 1884 ebenda) war ein Schweizer Lyriker.

## Leben
Balthasar Hunold war in seiner Jugend im Sommer Wildhüter und Hirt und, nachdem er die Volksschule absolviert hatte, im Winter Hausierer.
Seine zierliche Handschrift wurde Veranlassung seiner Beförderung zum Schulmeister der Heimatgemeinde. 1848 ging er nach Innsbruck und trat in das dortige Gymnasium; nebenbei betrieb er eifrig moderne Sprachen, namentlich Englisch.
Seit 1853 am Tiroler Nationalmuseum daselbst angestellt, wurde er 1879 zum Kustos desselben ernannt. Er starb am 26. Juni 1884 in seinem Geburtsort. Von ihm erschienen die Gedichtsammlungen Wache Träume (Innsbruck 1853, 5. Aufl. 1875), Neu-Österreich, politische Gedichte (das. 1861), Haller Spaziergänge (1878) und Innsbrucker Spaziergänge (1883), die sich sämtlich durch Wärme, Klarheit und Durchbildung der Form auszeichnen.